# Rechtsanwaltskammer Karlsruhe
Die Rechtsanwaltskammer Karlsruhe ist eine von vier Rechtsanwaltskammern in Baden-Württemberg. Sie ist eine Körperschaft des öffentlichen Rechts. Ihr Kammerbezirk erstreckt sich im Bezirk des Oberlandesgerichts Karlsruhe auf die Landgerichtsbezirke Heidelberg, Karlsruhe, Mannheim und Mosbach.
Sie sitzt in der Reinhold-Frank-Straße 72, 76133 Karlsruhe, in der Innenstadt-West. Das denkmalgeschützte Gebäude ist eine Doppelvilla aus dem Jahr 1882. Es handelt sich um einen zweigeschossigen Ziegelbau mit Mansardedach. Bauherrn und Ausführende waren die Bauunternehmer Kendrick und Augenstein.
Sie hat etwa 4700 Mitglieder. Darunter fallen „alle Rechtsanwältinnen und Rechtsanwälte einschließlich der Syndikusrechtsanwältinnen und -anwälte und Rechtsanwaltgesellschaften (juristische Personen), welche von ihr zugelassen oder aufgenommen worden sind, mit Kanzleisitz im Kammerbezirk. Mitglied sind des Weiteren alle Personen, welche gemäß §§ 206, 207 und 209 BRAO, § 3 EuRAG sowie § 60 Abs. 1 S. 3 BRAO in die Rechtsanwaltskammer Karlsruhe aufgenommen worden sind.“